# Светото дете от Ла Гуардия
Светото дете от Ла Гуардия (на испански: El Santo Niño de La Guardia) е евфемизъм, условно обозначаващ най-известния от историята предполагаем случай на ритуално убийство на дете, извършено в края на 1480 година в малкото селце Ла Гуардия (в околностите на Толедо, Испания) от мнимо покръстен евреин-маран, който тайно продължавал след формалното приемане на християнството да изповядва старата си вяра юдаизма (т.нар. криптоюдаизъм).

## Следствието и присъдите
Тримата марани, които не издържали на мъченията и загинали, били изгорени като кукли по време на аутодафето.